# Леді-Птаха
«Леді-Птаха» (англ. Lady Bird) — американська комедія-драма режисерки Ґрети Ґервіґ 2017 року.
Прем'єра фільму відбулася 1 вересня 2017 року на Міжнародному кінофестивалі «Тельюрайд». Широкий американський прокат стрічки стартував 3 листопада 2017 року. Фільм увійшов до десятки найкращих фільмів 2017 року Американського інституту кіномистецтва, журналу «Тайм» і Національної ради кінокритиків США. «Леді-Птаха» здобув премію Золотий глобус у категоріях Найкращий фільм — комедія або мюзикл, Найкраща жіноча роль у комедії або мюзиклі (Сірша Ронан), а також номінований у категоріях Найкраща акторка другого плану (Лорі Меткалф) та Найкращий сценарій (Ґрета Ґервіґ).

## В ролях
| Актор            | Роль                           |
| ---------------- | ------------------------------ |
| Сірша Ронан      | Крістін Макферсон «Леді-Птаха» |
| Лорі Меткалф     | Меріон Макферсон               |
| Трейсі Леттс     | Ларрі Макферсон                |
| Лукас Геджес     | Денні                          |
| Тімоті Шаламе    | Кайл                           |
| Біані Фельдштейн | Джулі Стеффанс                 |
| Лоїс Сміт        | сестра Сара Джоан              |
| Одейя Раш        | Дженна Уолтон                  |
| Кетрін Ньютон    | Дарлін                         |
| Джейк МакДорман  | містер Бруно                   |
| Енді Бакклей     | Метт                           |
| Лора Марано      | Дайана Гласс                   |

## Реліз
У липні 2017 року компанія A24 придбала дистриб'юторські права на фільм. Світова прем'єра картини відбулася 1 вересня 2017 року на Міжнародному кінофестивалі «Тельюрайд». Його також показали на Міжнародному кінофестивалі у Торонто 8 вересня 2017 року і Нью-Йоркському кінофестивалі 8 жовтня 2017 року. Права на міжнародний прокат отримала компанія Focus Features. Прем'єра фільму в кінотеатрах на території США відбулася 3 листопада 2017 року, 16 лютого 2018 року у Великій Британії, 23 лютого 2018 року в Ірландії, а також 15 березня 2018 року в Росії.